# Xintian Zhu
 (juillet 2018).
Zhu Xintian, née le 26 mai 1951 en Chine à Kunming (Yunnan), est une artiste-peintre, photographe, archéologue et historienne d’art chinoise sur l’Inde et la Chine.
Elle est une ancienne professeure de l’Université de Hangzhou, où elle a enseigné au Département d’Histoire, dans la section de Muséologie, « L’histoire de la peinture chinoise » et « La Théorie et la technique photographique ».

## Biographie

### Famille
Zhu Xintian est la fille de Zhu Xihou et de Fan Xiaofan, née Fan Kunyuan (chinois simplifié : 范小梵 ; pinyin : Fàn Xiǎofán) (1918- 2009), journaliste, enseignante et auteure.
Son grand-père est Fan Weitang (范畏堂), « lettré sélectionné » (举人) de la fin de dynastie des Qing. Fan Weitang est la 28e génération de descendant de Fan Zhongyan (范仲淹), homme d’État réputé de la dynastie des Song du Nord. Sa grand-mère, Wang Jianyu 汪鉴予, est issue d’une grande famille de Tongcheng de la province de l’Anhui.

### Jeunesse
Zhu Xintian a commencé la peinture dès son plus jeune âge. Très jeune, elle se rend à Yangzhou, ville traditionnellement très forte dans la peinture des lettrés. Puis en 1970, elle entre dans l’atelier d’un grand maître, Xie Xaosi à Suzhou où elle étudie la peinture traditionnelle/académique chinoise.
Après un an et demi, elle retourne à Yangzhou où elle s’applique à peindre au lavis des fleurs et des oiseaux, technique pour laquelle elle a acquis des bases solides ; mais elle ne se contente pas de ses efforts personnels. Elle s’instruit auprès de grands maîtres, tels que Wang Banzai, Jiang Zhenguang et Li Shenghe, tous trois membres de l’Institut de Peinture chinoise de Yangzhou. Après avoir assimilé l’essentiel de leur enseignement, elle crée son propre style.

### Artiste
Entre 1970 et 1971, elle apprend auprès du grand maître de peinture et de calligraphie chinois, directeur du musée de Suzhou et directeur de l’Institut des Beaux-Arts, Canglang, Monsieur XIE Xiaosi (谢孝思). Il lui transmet l’étude des peintures et calligraphies chinoises, de la littérature et de la poésie traditionnelle. Entre 1971 et 1974, elle intègre l’« Atelier des arts », où elle étudie la peinture et la calligraphie chinoise auprès du professeur Wang Banzhai de l’Institut de la peinture chinoise de Yangzhou. Entre 1970 et 1982, elle acquiert une expérience professionnelle de photographe d’art et d’aérographe lors de son emploi dans un laboratoire de photographie. De 1972 à 1973, Zhu Xintian suit le grand maître de peinture à l’huile, professeur de l’université de Nankin, Song Zhengyin (宋徵殷) avec qui elle étudie les dessins académiques et la peinture à l’huile. Entre 1972 et 1982, elle suit les grands maîtres de l’Institut des beaux-arts de Yangzhou, Wang Banzai (王板哉), Jiang Zhenuang (江轸光), Li Shenghe (李圣和), et étudie les peintures et calligraphies chinoises. De 1974 à 1982, elle se perfectionne à la peinture et à la calligraphie chinoise auprès du professeur Xie Xiaosi (谢孝思), directeur du musée de Suzhou, professeur des Beaux-Arts de Suzhou. De 1977 à 1982, Zhu Xintian suit le grand maître, professeur de l’université des Beaux-Arts de Nanjiang, Gao Guanhua (高冠华), et étudie les peintures et calligraphies chinoises. Elle suit également l’enseignement des grands maîtres de Chine et de Pékin de peinture et de calligraphie chinoise, comme Qi Gong (启功), Dong Shouping (董寿平), Li Ku Chan (zh) (李苦禅), Zhang Boju (zh) (张伯驹), Huang Miao Zi (zh) (黄苗子), Wu Zuoren (吴作人), Ma Baoshan] (马宝山), Gao Guanhua (高冠华), Wei Yinru (魏隐儒), Lou Shibai (zh) (娄师白), Kang Yong (zh) (康雍), , etc.
En 1986, Zhu Xintian s’installe à Paris et étudie à l’École nationale supérieure des arts décoratifs pendant deux ans. À cette époque, elle étudie la peinture occidentale qui était alors totalement absente en Chine à ce moment-là.
Depuis 1972, elle a participé des expositions collectives internationaux et fait de multiples expositions de ses propres œuvres à travers le monde : Pékin, Paris, Limoges, Berlin-Ouest, Mulhouse, Hambourg, Genève, Nuremberg, Biarritz, Anglet, Saint-Jean-Pied-de-Port, Bayonne, Mumbai, Vienne, Hangzhou, Ahmedabad, Los Angeles, Toulouse, Suzhou, Shenzhen... Ces expositions lui ont valu plusieurs prix dont le prix d’or de l’Exposition universelle (zh) de Hangzhou Xihu (杭州西湖博览会） pour « L’Exposition des Artistes Peintres et Calligraphes Contemporaines Invités Renommés de Chine » (当代中国著名书画家邀请展) en 2000, ou la médaille d'argent dans la catégorie peinture lors de l'exposition de la Société nationale des beaux-arts de France en 2008, au carrousel du Louvre. À ces occasions, elle a également donné plusieurs conférences et réalisé des démonstrations de son art.
Depuis 1986 en France, elle a réalisé de nombreuses expositions sur sa propre peinture et calligraphie dans le monde ; elle a publié très nombreux articles sur l’Art chinois dans les journaux et les revues de la Chine et de la France, surtout à Paris.
Après l’ouverture publique du musée Asiatica, Zhu Xintian a organisé plus de 150 expositions temporaires sur l’art et la culture de l’Asie, comme la Chine, l’Inde, le Népal, le Japon, le Sri Lanka, le Vietnam, l’Indonésie, le Birmanie, le Thaïlande, le Cambodge, etc. ainsi que de ses propres peintures et calligraphies, photographies et papier découpé, etc. Elle a invité de nombreux artistes du monde à exposer au musée Asiatica, a organisé des échanges culturels et artistiques entre l’Orient et l’Occident. Zhu Xintian a aussi créé et organisé les expositions des « Artistes du Pays basque » et a donné les prix aux artistes issus de ces expositions (des artistes du monde entier sont venus pour participer à ces expositions au titre de la « Rencontre avec l’Asie »).

### Chercheuse
Entre 1982 et 1986, elle obtient une maîtrise de la section Muséologie du Département d'histoire à l'université de Hangzhou (enseignante en même temps).
En 1986, Zhu Xintian s'installe à Paris et étudie à l'École nationale supérieure des arts décoratifs où elle est admise en qualité de professeur-visiteur. En 1989, elle obtient son DEA à l’université Paris-VIII (Étude comparative sur la peinture chinoise de l’École de Yangzhou et l’École Impressionniste française), sous la direction du professeur François Jullien, et en 1998, elle passe son doctorat d’État (Histoire de l’Art et de l’Archéologie d’Extrême-Orient) de l’université de la Sorbonne-Paris IV, avec mention « Très Honorable et Félicitations du Jury », (Publication de recherche: Les Vyala dans l'Art de l'Inde).
Après son diplôme de doctorat, avec son mari Michel Postel, elle dirige la construction du musée d'art oriental Asiatica, à Biarritz. Elle effectue la réalisation de toutes les décorations intérieures et de la mise en place de la collection du musée. Ce musée ouvre au public le 5 mars 1999. Depuis, elle est la conservatrice et la vice-présidente du musée. Le 29 juillet, le président Jacques Chirac est venu visiter les collections du musée et rencontrer Zhu Xintian et Michel Postel.
Depuis 1990, elle est chercheuse à l'Institut culturel franco-indien de Mumbai (Inde). Elle a participé à la recherche et la photographie pour les ouvrages The Queen's Stepwell at Patan, The Religious Imagery of Khajuraho, Ganesha - The Enchanter of the three worlds, Ganesha - L'Enchanteur des trois mondes, Bastar Folk Art - Shrines, figures and memorials.
En 1995, elle est invitée par l'Institut industriel de la soie de Zhejiang au titre de Professeur Visiteur où elle a donné de nombreuses conférences sur le textile et la mode française et indienne pendant des années. En 2010, elle est invitée par l'université de Shenzhen au titre de Professeur-Visiteur Exceptionnel. En 2011, elle est invitée comme Professeur-visiteur de l'Institut de Littérature Chinoise de l'université de Tianjin.
Elle est également membre du Conseil International de la Muséologie (ICOM-UNESCO-France), membre de la Société Nationale des Beaux-Arts de France (SNBA), membre de l'Association Mondiale des Artistes Chinois (États-Unis) et membre de l'Association des Savants Chinois en Europe (欧华学会).
En 2013, Zhu Xintian a lutté contre l'un des cambrioleurs armés qui attaquent le Musée Asiatica et a été grièvement blessée,,,.
Zhu Xintian a donné de nombreuses conférences aux différentes universités de Chine, comme l'université professionnelle de Suzhou, l'université de Shenzhen, l'université de Chengdu, l'université de Pékin, l'université de Tianjin, l'université de Langues étrangères de Pékin et de Tianjin, ou encore l'université de technologie de Tianjin, etc., sur les sujets suivants : La découverte et le Mystère du Puits de la Reine à Patan (《印度王后井的发现》) ; « Miracle archéologique mondial du Puits de la Reine en Inde » (《世界考古史上的奇迹——印度王后井》); « L’art du panthéon hindou – découverte mystérieuse du Puits de la Reine en Inde » (《印度教萬神殿藝術——印度王后井探秘》), « Le mariage en Inde » (《印度的婚禮》), « Sânchî – la perle de l’art bouddhique » (《桑琪——佛教藝術的明珠》), « Salutations sur les Pas du Bouddha – enquête sur les vestiges historiques de Sakyamuni » (《佛行禮贊——釋迦牟尼佛歷史遺跡考察》), , etc.
Elle a donné des conférences dans des congrès ou des expositions internationales :
- 2010, Pékin (Chine) : participation au congrès international de l'ICOM et discours sur Le monde, la ville et le musée (世界.城市与博物館).
- 2010, Hong Kong (Chine) : À l'Institut des Beaux-Arts Xyunseng, exposition de personnages par Monsieur Xie Yousu, Souvenirs d'ancienneté du sud de Yangzhou, écriture de la préface de l'exposition et discours au vernissage de l'exposition.
- 2010, Pékin (Chine) : Conférence au Salon de Littérature Kublique sur L'Art du panthéon hindou - découverte mystérieuse du Puits de la Reine en Inde.
- 2013, Sri Lanka : Invitation par la deuxième édition du Festival de la culture bouddhique de l'Asie. Participation au Congrès de recherche sur les sculptures bouddhiques et l'art dans les caves-temples. Les êtres fantastiques depuis les colonnes d'Ashoka jusqu'aux caves-temples bouddhiques de l'Inde de haute époque (从阿育王石柱到印度佛教石窟艺术中的神奇瑞兽)[19].
- 2014, Shanghai (Chine) : Exposition La vie quotidienne de deux villes - Shanghai et Suzhou (市井风尘双城记——海上李守白、姑苏谢友苏绘画联展), inauguration et discours pour l'ouverture de l'exposition.
- 2014, Shanghai (Chine) : Invitation par le quatrième Congrès international de collectionneurs chinois du monde pour donner une conférence sur La loi du musée privé en France et le musée d'art oriental Asiatica (法国私立博物馆制度及法国东方艺术博物馆Asiatica).
- 2016, Shenzen (Chine) : Participation à la 2e Conférence des Indologues du Monde entier, conférence sur À travers Le Panthéon Hindou, voir la propagation de la Culture et de l'Art en Chine et au Monde (从印度教万神殿艺术看印度文化艺术在中国和世界的传播)[20].

### Publications
- 1998 : Recueil de peintures chinoises de Zhu Xintian (朱新天画集)[21], les préfaces sont écrites par son maître, le professeur Xie Xiaosi（谢孝思）et son maître, le plus grand collectionneur et expert d'antiquités chinois et grand artiste peintre et calligraphe Ma Baoshan (马宝山).
- 2008 : Recueil de Peinture à l'huile de Zhu Xintian[22].
- 2009 : The Queen's Stepwell of India
- 2012 : œuvres archéologiques en anglais, The Fantastic Beings of Ancient India[23] et en français, Les Êtres Fantastiques de l'Inde Ancienne[24], une version de la préface en français est écrit par le Professeur Alain Reinberg[25]. Plusieurs articles dans les domaines archéologiques internationaux ont été publiés[26],[27].

#### Publication d'article de recherche
- 1987 : Participation au Congrès de l'Association des Savants Chinois en Europe et publication de la thèse Synthèse des points communs entre les théories de la peinture chinoise traditionnelle et les pensées de peinture moderne occidentale (试论中国古代绘画理论与西方现代绘画思想的共性)[28].
- 1988 : Publication d'un article Analyse de l'inspiration artistique et philosophique et de l'imagination dans la peinture chinoise (中国画意境谈) dans le journal de Paris Le Dragon[29] avec son nom d'auteur Xinyan (薪燕).

### Distinctions
- 1999 : entrée dans le World Cultural Celebrity Dictionary - Volume 5 : Chinese People Volume (世界文化名人辞海-华人卷[30]).
- 1999 : Œuvre sélectionnée pour The World Chinese Calligraphy & Painting Exhibition et entrée dans le Selective Works of Books and Paintings by the Chinese in the World (« 世界著名华人书画家作品珍藏 »).
- 2000 :
  - Publication de la thèse de recherche dans le dictionnaire World Academic Library ;
  - prix d'Or de l'Académie chinoise « World Academic Contribution Prize Thesis Gold » avec la thèse On The Similarities Between Modern Western Painting Trends and Chinese Traditional Painting Ideas ;
  - prix d’Art de l’Exposition universelle de Hangzhou Xihu pour « L’Exposition des Artistes Peintres et Calligraphes Contemporaines Invités Renommés de Chine » ;
- 2005 : publication dans la revue nationale Chinese pictural d’un article spécial de 4 pages consacrée à la présentation du mérite de Zhu Xintian dans le domaine de la peinture et de la muséologie « Zhu Xintian tisse un arc-en-ciel qui traverse de l’Orient à l’Occident » (朱新天——编织跨越东西方的彩虹[31]) ;
- 2007 : « Médaille d’or de l’Étoile européenne du Dévouement Civil et Militaire » par l’organisation E.E.D.C.M. ;
- 2008 : « Médaille d’argent dans la catégorie de la peinture » à l’Exposition de la Société Nationale des Beaux-Arts de France, Salon 2008, au Carrousel du Louvre ;
- 2015 : sélection dans « Ode to Peace », « The Chinese Elite Stamp Collection » à l’occasion du 70e anniversaire de la victoire contre le fascisme (入选邮电部纪念中国人民抗日战争暨世界反法西斯战争胜利70周年和平颂——华夏精英人物肖像邮票珍藏) ;
- 2015 : participation à l’édition d’un livre bilingue (chinois-anglais) Overseas Chinese and the Chinese dream (海外华人与中国梦), écrit par deux auteurs américains, Tan Chung et L. H. M. Ling. Présence de deux articles de Mme Zhu Xintian : « Je souhaite transformer ma vie en arc-en-ciel – la première chinoise à construire un musée d’art oriental en Occident » (愿将生命化彩虹——第一个在西方创建东方艺术博物馆的中国人) et « Je souhaite que les deux grandes civilisations chinoise et indienne soient en prospérité éternelle – mon rêve chinois » (愿中印两大文明永远昌盛——我的中国梦)[32].